# Trois pièces (Nielsen)
Pour les articles homonymes, voir Trois pièces.

Trois Pièces opus 59 est un triptyque pour piano de Carl Nielsen composé en 1928.

## Structure
1. Impromptu (allegro fluente)
2. Molto adagio
3. Allegro non troppo

## Source
- François-René Tranchefort, Guide de la musique de piano et clavecin, éd. Fayard 1987